# Nicolai Lund
Nicolai Lund, född 23 maj 1814 i Drammen, död 21 februari 1847 i Venezuela, var en norsk botaniker.
Lund blev student 1832, studerade filosofi och erhöll av Det Kongelige Norske Videnskabers Selskab i Trondheim dess mindre guldmedalj för en prisuppgift om den mänskliga friheten (den stora guldmedaljen tillföll samtidigt Arthur Schopenhauer).
Lund övergick senare till botanik, bereste 1841 Nordland och västra Finnmark samt 1842 med offentligt stipendium östra Finnmark. År 1843 blev han universitetsstipendiat och höll föreläsningar i botanik. Åren 1843–45 studerade han botanik under Elias Fries i Uppsala och reste 1846 till Sydamerika för botaniska studier.